# George XII van Georgië
George XII (Georgisch: გიორგი XII), soms aangeduid als George XIII, (10 november 1746 - 28 december 1800) was de laatste koning van Georgië (koninkrijk Kartli-Kachetië) van 1798 tot zijn dood in 1800. Hij was afkomstig uit het huis Bagrationi.
Zijn korte regeerperiode in de laatste jaren van 18de eeuw werden gekenmerkt door grote politieke instabiliteit en de dreiging van een Perzische invasie. Door de overweldigende problemen in zijn rijk vroeg George nog eens voor bescherming aan tsaar Paul I van Rusland. Na zijn dood kwam er een einde aan het koninkrijk Georgië en werd het geannexeerd door Rusland; de koninklijke familie werd gedeporteerd uit Georgië.

## Huwelijken en kinderen
George was twee keer gehuwd, eerst met Prinses Ketevan (Andronikashili) en later met prinses Mariam (Tsitsisjvili). Hij was vader van veertien zonen en negen dochters.

### Zonen
- David (1767—1819)
- Ioan (1768—1839)
- Luarsab (1771 — voor 1798)
- Bagrat (1776—1841)
- Solomon (1780 — voor 1798)
- Teimuraz (1782—1846)
- Michel (1783—1862)
- Jibrail (1788—1812)
- Elizbar (1790—1854)
- Joseph (gestorven voor 1798)
- Spiridon (gestorven voor 1798)
- Okropir (1795—1857)
- Svimeon (geboren 1796 — als kind overleden)
- Irakli (1799—1859)

### Dochters
- Varvara (1769—1801)
- Sophio (1771—1840)
- Nino (1772—1847)
- Salome (als kind overleden)
- Rhipsime (1776—1847)
- Gayana (1780—1820)
- Thamar (1788—1850)
- Ana (1789—1796)
- Ana (1800—1850)